# 乐甲街道
乐甲街道，是中华人民共和国辽宁省大連市普兰店区下辖的一个乡镇级行政单位。

## 行政区划
乐甲街道下辖以下地区：
乐甲村、沙河村、庙岭村、对峰村和鲁风村。